# Homme malade de l'Asie
L'expression « Homme malade de l'Asie » (亞洲病夫) ou encore « Homme malade de l'Asie orientale » (東亞病夫) fait référence à un pays d'Asie subissant des conflits économiques ou politiques. Il désignait à l'origine la Chine des Qing à la fin du XIXe et au début du XXe siècle qui, connaissant à l'époque des divisions internes, était exploitée par les grandes puissances.

## Premiers usages
L'expression « Homme malade de l'Europe » est initialement inventée en 1853 par la Tsar Nicolas Ier pour désigner l'Empire Ottoman, alors en déclin. Après la Première Guerre mondiale, l'expression est appliquée à divers pays européens, dont la France, l'Italie, le Royaume-Uni, l'Espagne et l'Allemagne,.
L'un des premiers exemples d'application du terme « homme malade » à la Chine se trouve dans l'édition du 5 janvier 1863 du Daily News dans un article sur la révolte des Taiping en cours. Cet article est réimprimé dans l'édition du 7 janvier 1863 du Belfast Morning News (en) sous le titre The Supposed 'Sick Man' in China.
En 1895, après que le Japon ait vaincu la Chine lors de la première guerre sino-japonaise, l'écrivain chinois Yan Fu décrit la Chine comme un « homme malade » (病夫) dans un article intitulé De l'origine de la force (原強) dans son journal Zhibao, contribuant à populariser le terme parmi les intellectuels chinois.
En 1896, le North China Daily News (en), dirigé par les Britanniques, publie un article déclarant : « Il y a quatre personnes malades dans le monde : la Turquie, la Perse, la Chine et le Maroc. [...] La Chine est l'homme malade de l'Orient ». La phrase n'est pas destinée à être un commentaire désobligeant sur la santé du peuple chinois, mais plutôt une métaphore de la corruption et de l'incompétence du gouvernement Qing. À cette époque, la phrase est adoptée par des penseurs chinois qui visent à réformer le gouvernement Qing, parmi lesquels Liang Qichao et Kang Youwei. C'est Liang qui, dans son New People de 1902, associe pour la première fois l'« homme malade » à la santé physique de la population chinoise, alors affligée par l'addiction à l'opium, liant cela à l'incapacité de la Chine à se défendre militairement. Selon Yang Jui-sung, professeur à l'université nationale Chengchi, bien que des intellectuels chinois comme Zeng Pu aient d'abord été d'accord avec la description de la Chine comme un « homme malade », le terme devient progressivement une manière pour les Occidentaux de se moquer, d'humilier et d'insulter la Chine.

## Usage contemporain
L'une des utilisations les plus importantes de l'expression au XXe siècle se retrouve dans le film hongkongais La Fureur de vaincre (1972) avec Bruce Lee, qui est diffusé dans toute l'Asie. Selon l'écrivain chinois Chang Ping (en), ce film, et d'autres, combinés à l'éducation chinoise sur son « siècle d'humiliation », ont lié le terme « homme malade » à l'histoire coloniale chinoise, ce qui en fait un symbole de l'intimidation étrangère.
Récemment, l'expression est appliquée à des pays autres que la Chine. Par exemple, un article d'avril 2009 intitulé L'Homme malade de l'Asie fait référence au Japon, pas à la Chine.
Les Philippines ont également été qualifiées d'homme malade de l'Asie à l'époque de la présidence de Ferdinand Marcos dans les années 1970 jusqu'à son éviction en 1986. Le pays réussit à se redresser économiquement par la suite, quand en 2013, sous la présidence de Benigno Aquino III, il est surnommé par la Banque mondiale le « tigre montant de l'Asie ». En 2014, une enquête de l'Organisation japonaise du commerce extérieur montre que « les Philippines sont le deuxième pays le plus rentable parmi les pays de l'ASEAN-5, après la Thaïlande », abolissant officiellement son statut d'« homme malade ». Cependant, pendant la présidence de Rodrigo Duterte, plusieurs commentateurs font valoir qu'en raison de la lenteur de la croissance de l'économie et de la gestion de la pandémie de Covid-19, les Philippines ont retrouvé leur statut d'« homme malade,, ».
Au cours de la pandémie de Covid-19, l'Inde commence à être qualifiée d'« homme malade de l'Asie » avec un double sens après la mauvaise gestion de la pandémie par son gouvernement, avec des pertes de vie importantes, une large diffusion de la maladie, l'éruption du variant Delta, et des difficultés économiques importantes,.

### Article du Wall Street Journal de 2020
Le 3 février 2020, le Wall Street Journal publie un article d'opinion de Walter Russell Mead concernant l'épidémie de COVID-19 intitulé La Chine est le vrai malade de l'Asie. Le 19 février, le porte-parole du ministère chinois des Affaires étrangères, Geng Shuang, publie une déclaration révoquant les accréditations de presse de trois journalistes du Wall Street Journal et ordonnant leur expulsion,. La déclaration indique que l'article « calomnie » les efforts de la Chine dans la lutte contre le Covid-19
et « utilise un tel titre discriminatoire sur le plan racial, déclenchant l'indignation et la condamnation du peuple chinois et de la communauté internationale ». Le comité de rédaction du Wall Street Journal publie ensuite un article notant que si le terme « homme malade » peut être considéré comme « insensible », les actions du gouvernement chinois visent à détourner l'attention du public de sa gestion du coronavirus ou en représailles au gouvernement américain, désignant les médias d'État chinois opérant aux États-Unis comme des missions étrangères.